# شی-گاکو

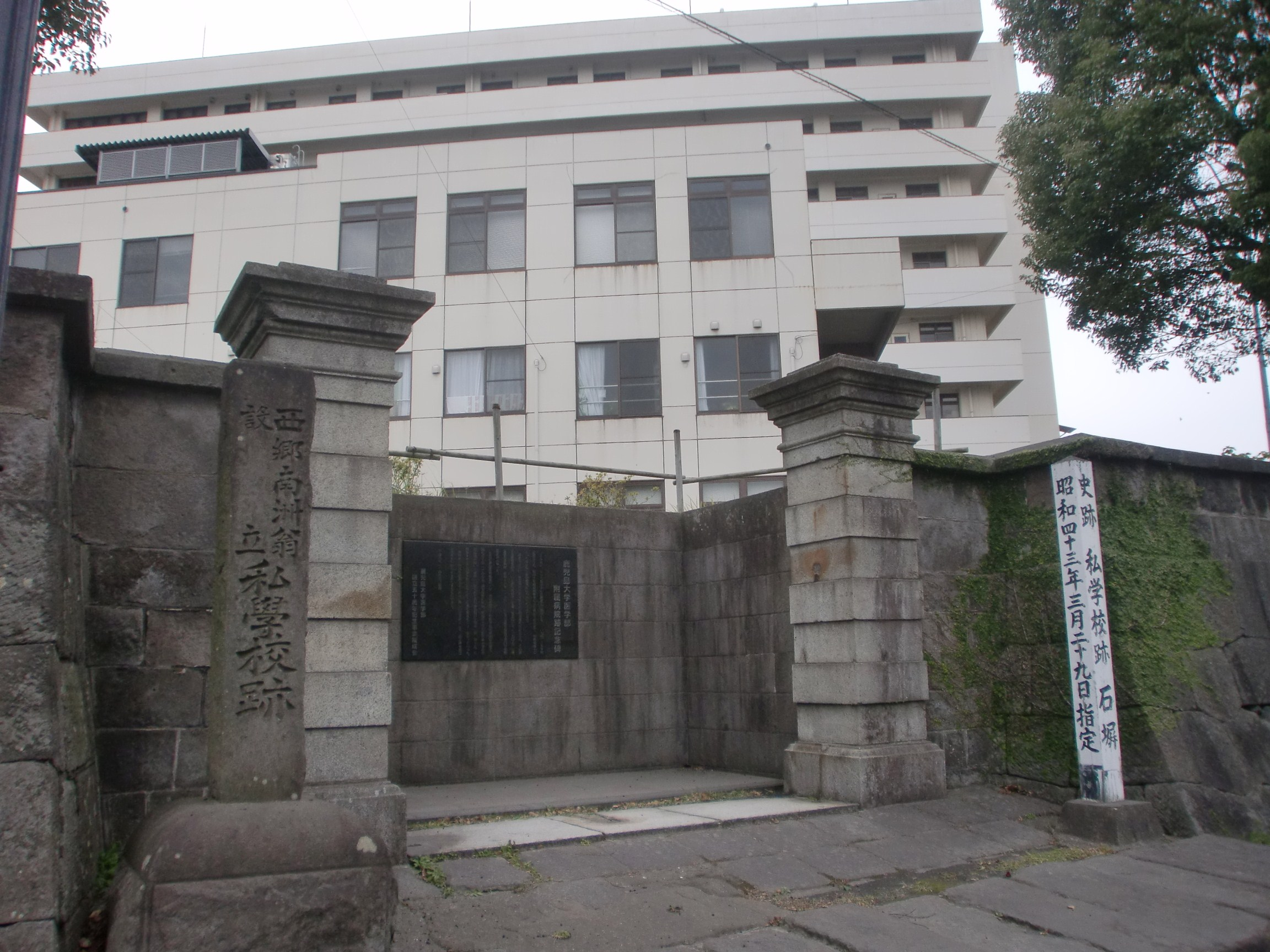
دروازه اصلی محوطه اصلی شی-گاککو

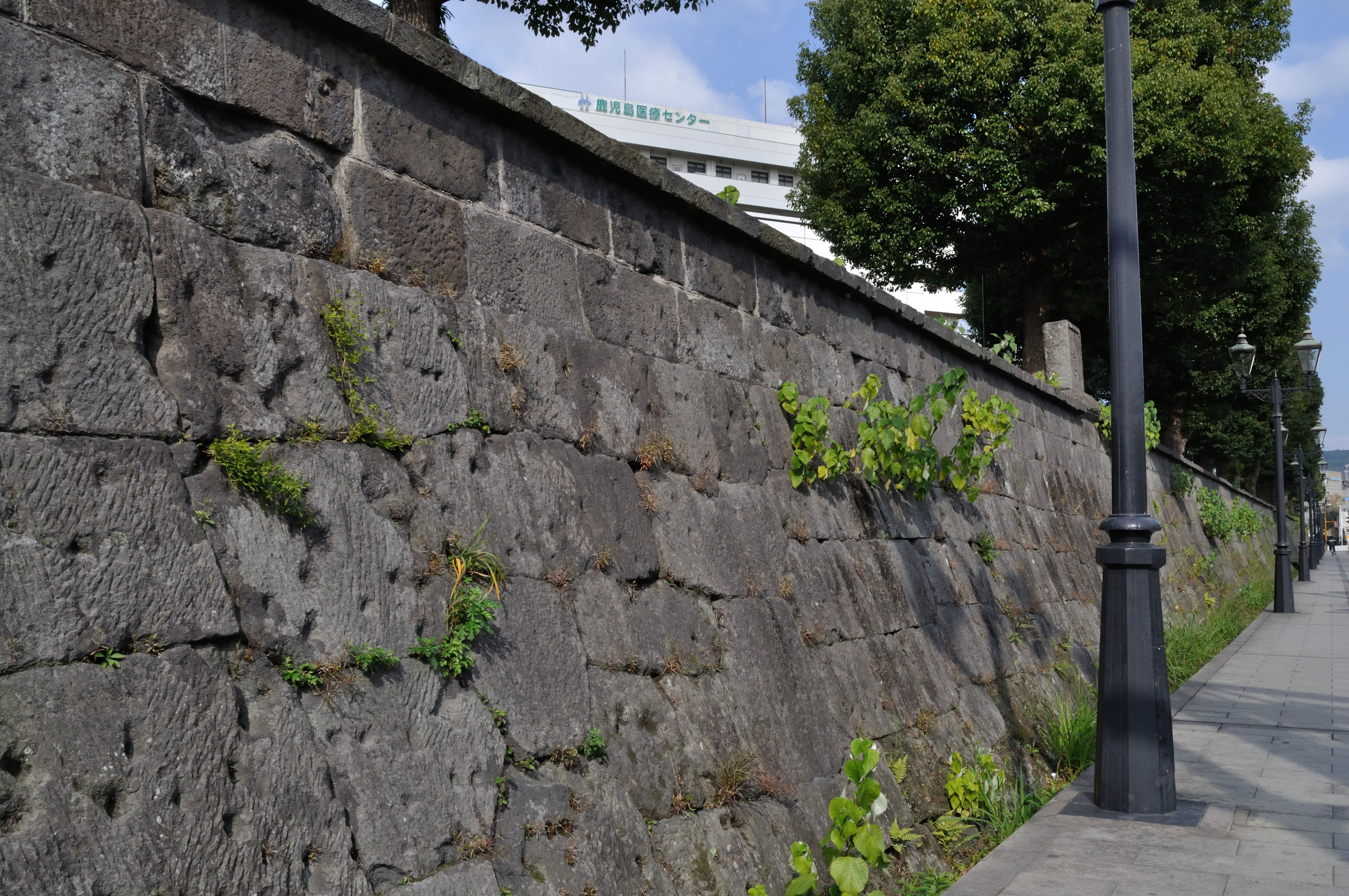
دیواری از محل اصلی شی-گاککو، با مرکز پزشکی سازمان ملی بیمارستان کاگوشیما در پس‌زمینه. جای گلوله‌ها هنوز باقی مانده است.

شی-گاککو {به ژاپنی|私學校; Shi-gakkō}}، به معنی مدرسه خصوصی، سیستمی از 
دانشکده های نظامی در  استان کاگوشیما, ژاپن در طی اوایل دوره میجی ( اواخر قرن 19) بود. ایجاد این مدارس توسط  سایگو تاکاموری، ساخت این مدارس و سازماندهی یک دسته سیاسی (گروهک) در داخل فضای دانشگاه آن عامل جنگ سینان بود. بسیاری از افسران درگیر در شورش در سمت  قلمرو ساتسوما فارغ التحصیلان شی گاککو بودند.: 264 